# Michele Magno (saggista)
Michele Magno (Minervino Murge, 16 settembre 1944) è un sindacalista, politico e saggista italiano.

## Biografia
Laureato in storia e filosofia all’università La Sapienza di Roma, nel 1971 entra in Cgil dove ricopre gli incarichi di Segretario Nazionale della Federazione dei Chimici, Direttore dell’Istituto di ricerche economiche e sociali (IRES) e Direttore del Dipartimento internazionale della Confederazione. Nel 1986 lascia la Cgil e entra nel Partito Comunista Italiano (Pci), in cui diviene responsabile della Commissione lavoro e della Commissione meridionale. Nel 1989 viene nominato Segretario regionale in Puglia.
Nel 1991, con lo scioglimento del Pci, diviene prima collaboratore del Dipartimento economico di Palazzo Chigi a guida Giuliano Amato, e successivamente del Ministro del Lavoro Antonio Bassolino. Nel 1993 viene richiamato da Bruno Trentin ad assumere il ruolo di Segretario Nazionale della funzione pubblica della Cgil, che ricopre fino al 1996.
Il suo impegno politico prosegue da dirigente nel partito dei Democratici di Sinistra (Ds), in cui parteciperà alla fondazione del Partito Democratico, che però lascerà poco dopo.

## Saggista e opinionista
Studioso di questioni sociali e del lavoro, ha all’attivo diverse pubblicazioni che trattano le trasformazioni sociali e del lavoro in Italia e nel mondo nel '900.
Collabora con diverse testate nazionali, tra cui il Foglio, Il Riformista, Italia Oggi, Formiche.it e StartMag.

### Pubblicazioni
- Il piano d'impresa, con G. Amato e B. Trentin, De Donato 1980
- Il partito politico, AA.VV., De Donato 1981
- Riformismo al bivio, FrancoAngeli 1991
- Letture di un perdigiorno, Grantorinolibri 2004[1]
- La parabola del lavoro nel riformismo italiano[6]
- Etica Politica Economia nel Novecento[7], Ediesse 2006, ISBN 88-230-1131-0
- Prediche riformiste, Ediesse 2011, ISBN 978-88-230-1617-0